# Izdrži prijatelju, stižem!
Izdrži prijatelju, stižem! je hrvatski dokumentarni film iz 2019. godine o Domovinskome ratu. U filmu se govori o hrvatskom generalu Damiru Tomljanoviću Gavranu. Prikazan je po prvi put u prigodi obilježavanja 25. obljetnice njegove pogibije na Velebitu. U dokumentarcu o Gavranu svjedoče njegovi brojni suborci, odreda visoki časnici, iz bojne Gavranovi 1. GBR Tigrovi. Osim njih o Gavranu svjedoči i njegova majka Marija. U filmu je niz dokumentarnih snimki i fotografija. Snimateljska ekipa obišla je i sva bitna mjesta zbivanja, od Pakraca i Nove Gradiške, preko Hrastovice, Hrvatske Kostajnice i Novske, do Kumrovca, Južnog bojišta i Velebita, gdje je u Krivom Putu i njegov grob. Urednik i redatelj filma je Darko Dovranić. Proizvodnja: HRT.